# Dunbar Point
Dunbar Point – przylądek (point) w kanadyjskiej prowincji Nowa Szkocja, w hrabstwie Pictou (45°37′55″N, 62°40′43″W), wysunięty w rzekę East River of Pictou, na jej zachodnim brzegu; nazwa urzędowo zatwierdzona 8 listopada 1948.